# ロンドン・アンド・ブライトン鉄道

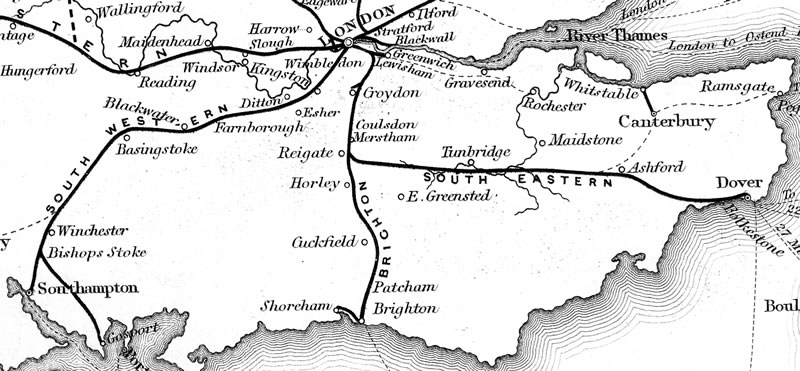
1840年におけるイングランド南東部の路線図

ロンドン・アンド・ブライトン鉄道（英語: London and Brighton Railway、略称: L&BR）は、1837年に設立されたイギリスの鉄道会社。ロンドン・アンド・クロイドン鉄道と連絡するノーウッドからイギリス南部のブライトンまでを結ぶ本線と、ブライトンからショアハム＝バイ＝シーに至る支線を建設し、運行した。

## 設立の背景
19世紀前半の摂政時代からナポレオン戦争後の時代、ブライトンはリゾート地として急速に成長し毎年10万人以上の人々が馬車で移動していた。
1823年、実業家のウィリアム・ジェームズはロンドンとイングランド南部のショアハム、ロチェスター、ポーツマスを鉄道で結ぶ構想を提案したが、当時の人々はこれを無視した。その2年後の1825年にもサリー・サセックス・ハンツ・ウィッツ・アンド・サマセット鉄道がジョン・レニーを雇ってブライトンまでの鉄道敷設を検討したが、これも不発に終わった。
1829年、ジョン・レニーはブライトンまでの鉄道ルート候補2つを調査することになった。1つ目はドーキングとホーシャム、そしてショアハムを経由する案で、もう1つはレニー自身が考えたヘイワーズ・ヒースを経由する案である。しかし、いずれの案もイギリス議会からの支援を得られず廃案となった。
しかし、これらの構想は1835年に復活し、翌年には以下の6候補が提示された。
- レニー修正案：ロンドン橋 - （ロンドン・アンド・クロイドン鉄道） - レッドヒル - ヘイワーズ・ヒース - ブライトン
- パルマー案：ロンドン - ウォルディンガム（英語版） - オクステッド（英語版） - リンドフィールド（英語版） - ブライトン
- ギブス案：ロンドン橋 - クロイドン - ブライトン
- カンディー案：ナイン・エルムス - ミッチャム - レザーヘッド - ドーキング - ホーシャム - ショアハム - ブライトン
- ヴィグノール案：エレファント・アンド・キャッスル - クロイドン - マーシャム - ホーシャム - ブライトン
- ステフェンソン案：ウィンブルドン（ロンドン・アンド・サウサンプトン鉄道と連絡） - エプソム - ミックルハム - ドーキング - ホーシャム - ショアハム - ブライトン

6案を精査した結果、最終的には直線的が建設費の高いレニー案と遠回りだが建設費を抑えられるステフェンソン案の一騎打ちとなった。それぞれの案に誘致合戦が行われ、1836年には庶民院で一度はステフェンソン案が承認されたが、後に貴族院がそれを拒否した。仲裁のために院内委員会が設置され、議論ののちにレニー案が推薦された。しかし、委員会に所属する議員からはクロイドン - レッドヒル間をサウス・イースタン鉄道と共有すべきだという主張がなされた。
最終的にはノーウッドでクロイドン鉄道と連絡し、以南のブライトンまでは新線を建設することとなった。また、ルイス、ショアハム方面への支線の建設も決められた。1837年7月に根拠となる法律が議会を通過し、240万ポンドが建設資金として拠出されることになった。

## 建設工事
ロンドン・アンド・クロイドン鉄道の路線はロンドン・ブリッジ駅からウェスト・クロイドンまでが1839年に開業した。ブライトンまでの延伸工事はジョン・ラストリックが担当し、1838年に標準軌で敷設が始まった。
線路敷設に伴い、5つのトンネルが掘られた。
ブライトン駅 - ショアハム駅間の支線は1840年5月に完成した。
本線は1841年7月にヘイワーズ・ヒース駅までが開業し、9月にブライトン駅までの全線が開業した。
ルイス駅までの支線建設自体は1837年に決められたが、工事は1844年から3年間をかけて別会社のブライトン・ルイス・アンド・ヘイスティングス鉄道が担当した。

### 駅舎・車庫の建設
駅舎の設計にはデイヴィッド・モカッタが起用され、ロンドン・ブリッジ駅からブライトン駅までの計9駅を設計した。さらに1840年にブライトン駅、翌年にホーリー駅に車庫が建設された。

## 統合
1846年7月、ロンドン・アンド・クロイドン鉄道、ブライトン・アンド・チチェスター鉄道 、ブライトン・ルイス・アンド・ヘイスティングス鉄道と合併し、新たにロンドン・ブライトン・アンド・サウス・コースト鉄道が設立された。